# Villa Volpi
La villa Volpi est une villa d'architecture néo-classique située en bord de mer, à Sabaudia, dans le parc national du Circé en Italie.  

## Histoire
Elle est réalisée dans les années 1950 à la demande de la comtesse Nathalie Volpi de Misurata, femme du comte Giuseppe Volpi, fondateur du Festival du cinéma de Venise en 1932. 
La villa, conçue par l'architecte milanais Tomaso Buzzi, compte sept suites et un parc privé de 26 hectares.

## Description
La villa, située dans le parc national du Circé, se dresse sur la dune de Sabaudia en bord de mer. 

## Galerie d'images

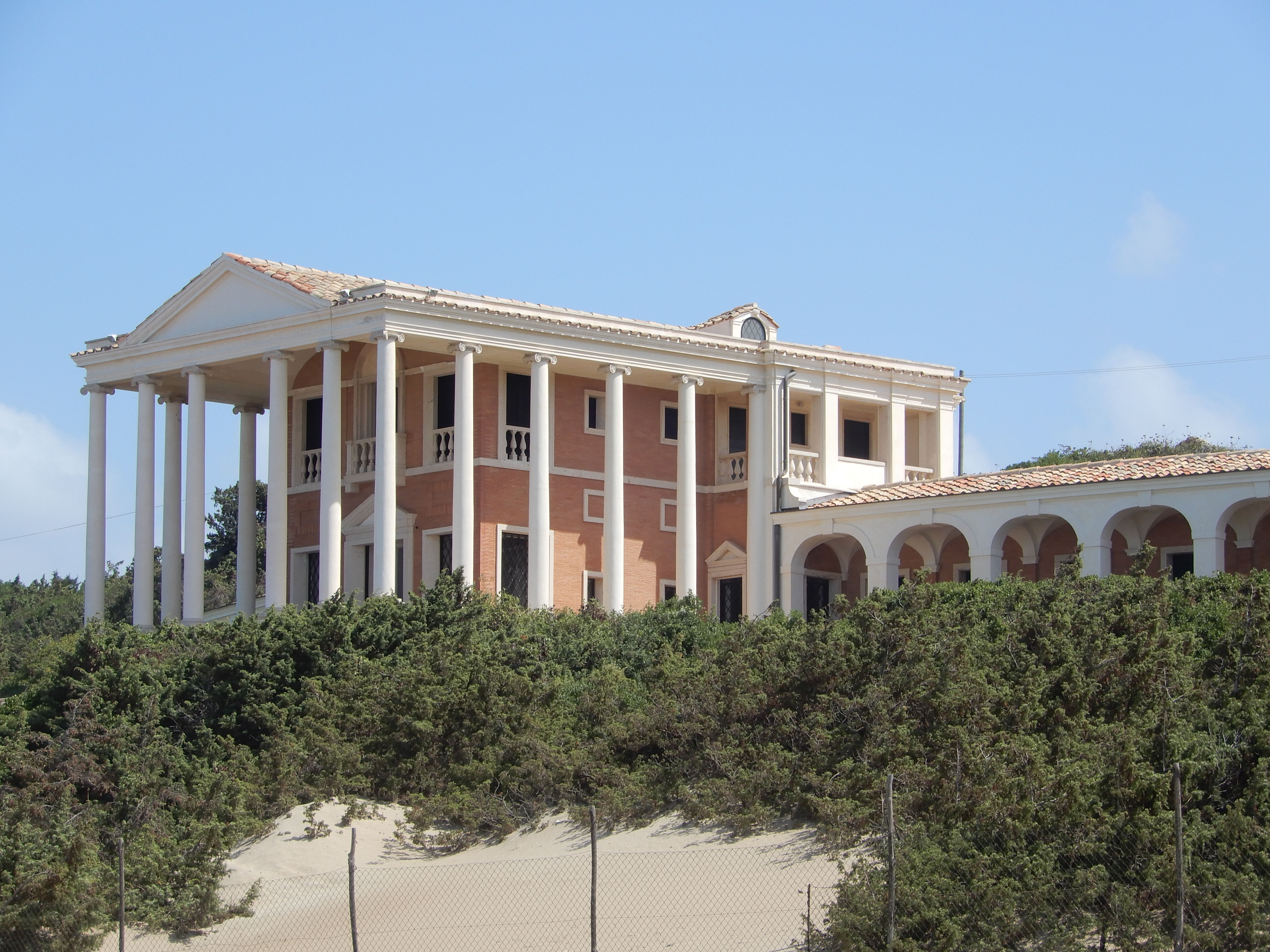
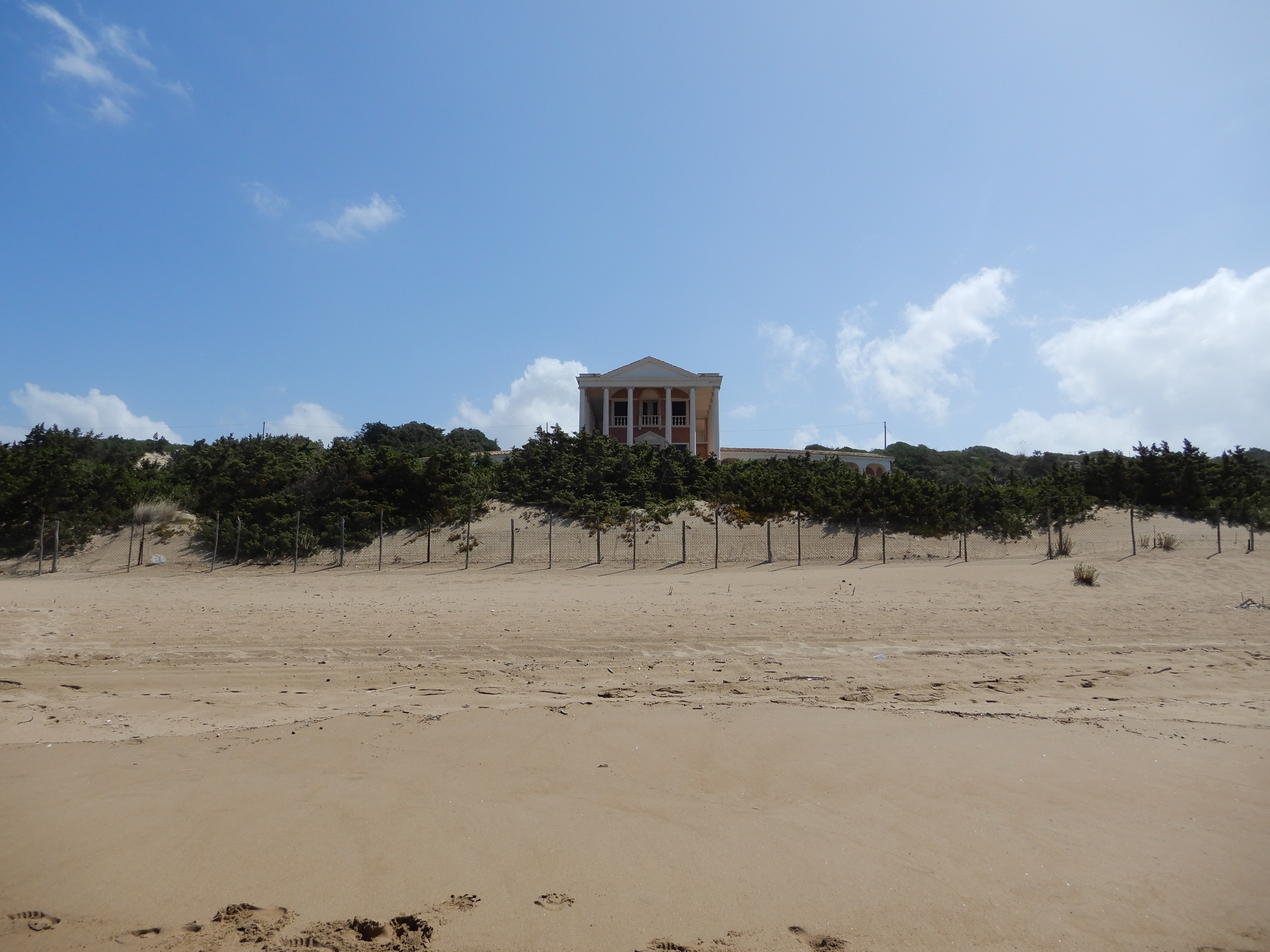
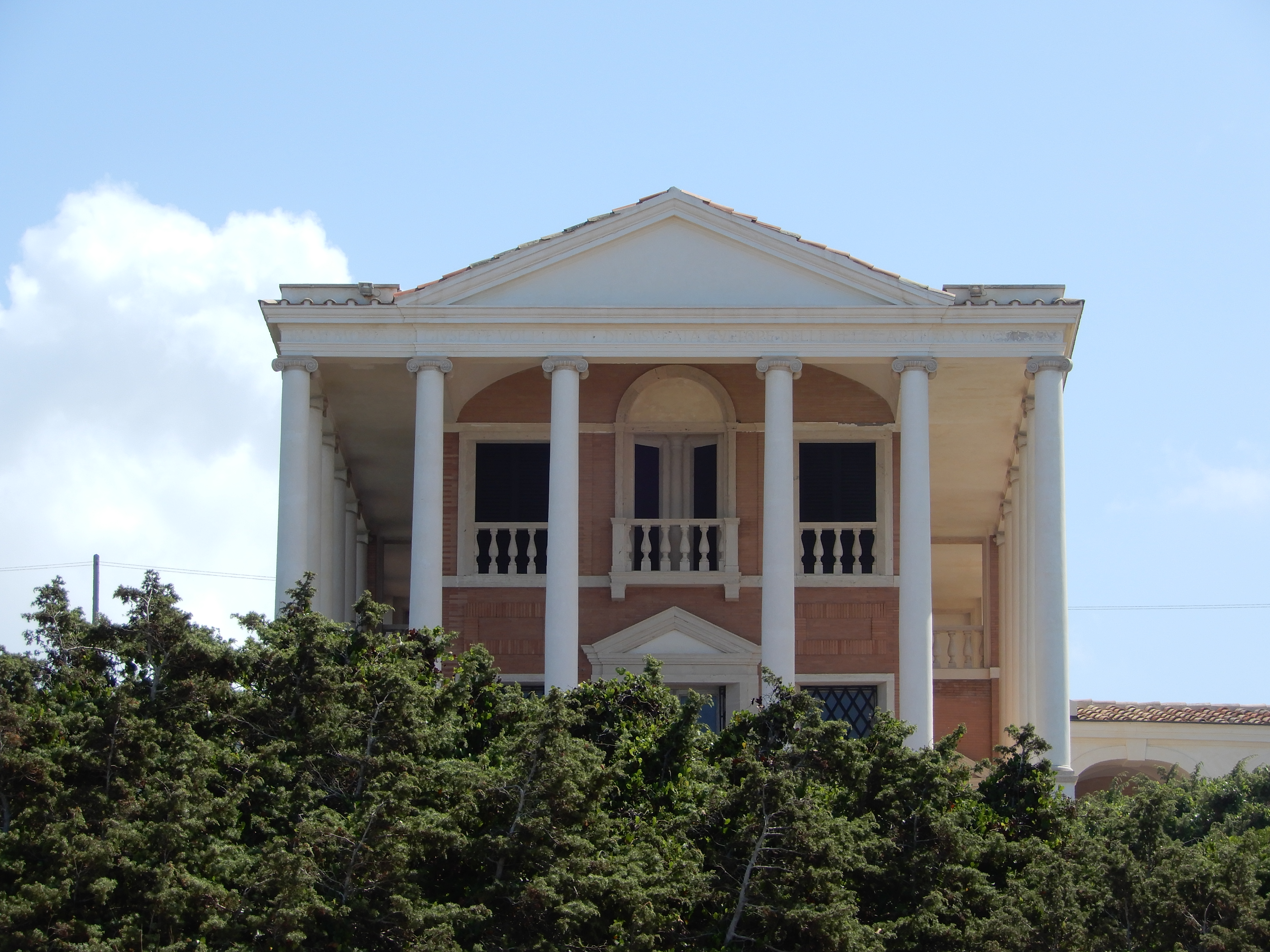